# Arslan Satubaldin
Arslan Saparnijasuly Satubaldin (kasachisch Арслан Сапарниязұлы Сатубалдин Arslan Saparniiazūly Satubaldin; * 14. August 1984 in Üschtöbe) ist ein ehemaliger turkmenischer Fußballtorwart.

## Karriere
Arslan Satubaldin begann seine Karriere im Jahr 2002 bei Köpetdag Aşgabat in seinem Heimatland. 2005 ging er nach Kasachstan zu Oqschetpes Kökschetau, wo er bis 2007 im Tor stand. Danach wechselte der turkmenische Torwart zum FK Atyrau. Im Jahr 2009 stand er erneut beim kasachischen Verein Oqschetpes Kökschetau unter Vertrag. Für die Spielzeit 2010 wurde er vom FK Taras verpflichtet und wechselte im Laufe der Saison zum Ligarivalen Lokomotive Astana.